# Kerstin Meyer
Kerstin Margareta Meyer (Estocolmo, 3 de abril de 1928-Enskede,[cita requerida] 14 de abril de 2020) fue una mezzosoprano sueca de amplio repertorio destacándose en óperas de Richard Wagner y Richard Strauss.

## Carrera artística
Kerstin Meyer fue una mezzosoprano sueca cuya carrera se centró en la Opera Real Sueca donde actuó a menudo con Elisabeth Söderström y Birgit Nilsson.
En la década de 1960-1970 mereció reconocimiento internacional actuando en Wexford, Hamburgo, la Deutsche Oper Berlin, Australia, Covent Garden, donde en 1975 -1976 cantó Klytemnestra bajo Rudolf Kempe y Colin Davis en Elektra de Richard Strauss.
En 1961 fue Octavian de El caballero de la rosa en el Teatro Colón (Buenos Aires) con Régine Crespin y Anneliese Rothenberger.
En 1960 debutó en el Metropolitan Opera de Nueva York como Carmen, regresó en Orfeo y Eurídice en 1962 y como el compositor de Ariadne auf Naxos dirigida por Karl Böhm con Leonie Rysanek como Ariadne.
Cantó en el Festival de Bayreuth 1966 como Brangania de Tristán e Isolda junto a Birgit Nilsson y  Wolfgang Windgassen dirigidos por Karl Böhm
Estrenó la premier inglesa de La visita de la vieja dama en el Festival de Glyndebourne 1974, y en Múnich en 1975. Como Yocasta en  Oedipus Rex de Igor Stravinsky lo grabó con Peter Pears y Sir Georg Solti.
Se retiró en 1987 para dedicarse a la enseñanza.
Falleció a los noventa y dos años el 14 de abril de 2020.

## Discografía de referencia
- Mahler: Symphony No 3 / John Barbirolli, Meyer, Hallé Orchestra.
- Puccini: Suor Angelica - Pilar Lorengar (Suor Angelica); Kerstin Meyer; Gerd Albrecht, Viena 1979.
- Strauss: Der Rosenkavalier / Silvio Varviso, Elisabeth Grümmer, Greindl, Etc, Berlin 1959.
- Strauss: Der Rosenkavalier - Sixten Ehrling, Birgit Nilsson, Sigurd Bjorling, Ingeborg Kjellgren.
- Strauss: Der Rosenkavalier - Karajan, Schwarzkopf, Ludwig, Stich Randall, Meyer (Annina), 1956.
- Stravinsky: Oedipus Rex / Solti, Pears, Meyer, Davies.
- Wagner: Tristan und Isolde / Böhm, Windgassen, Nilsson, Eberhard Wächter, Josef Greindl.
- Wagner: Die Walküre - Sixten Ehrling/ Birgit Nilsson, Set Svanholm, Sigurd Bjorling, Aase Nordmo-Lövberg, Estocolmo 1956.